# むやみに切なく
『むやみに切なく』（むやみにせつなく、朝: 함부로 애틋하게）は、2016年7月6日から2016年9月8日まで放送された韓国・KBSのテレビドラマ。トップスターとプロデューサーが繰り広げるヒューマンラブストーリー。最高視聴率は、12.9%。全20話。日本では、KNTV、BS12、アジアドラマチックTVで放送された。

## ストーリー
トップスター俳優であるシン・ジュニョン（キム・ウビン）は、ある出来事をきっかけでの離れ離れになっていた初恋の人ノ・ウル（ペ・スジ）と再会する。ウルは、男勝りな性格から哀れなドキュメンタリープロデューサーになっていた。番組への出演オファーに来たウルに、ジュニョンは距離を取る。ウルと距離を取る理由には辛い過去があったジュニョンは頭痛に悩み、病院から余命3か月の宣告を告げられる。もう一度ジュニョンは、残された時間でよりを戻そうとする。

## 出演

### 主要人物
シン・ジュニョン：キム・ウビン
トップスター。
ノ・ウル：ペ・スジ
ドキュメンタリーPD。

### KJグループの人々
チェ・ジテ：イム・ジュファン
KJグループ総括本部長。
ユン・ジョンウン：イム・ジュウン
KJグループレストランオーナーシェフ。
イ・ウンス：チョン・ソンギョン
KJグループ会長。ジテの母親。

### その他の周辺人物
チェ・ヒョンジュン：ユ・オソン
ジテの父親。国会議員、元検事。
ノ・ジク：イ・ソウォン
ウルの弟。高校生。
シン・ヨンオク：チン・ギョン
ジュニョンの母親。ヒョンジュンの元恋人。飲食店を経営している。

### カメオ出演
ジュノ（2PM）
イ・ユビ

## スタッフ
- 脚本：イ・ギョンヒ
- 演出：パク・ヒョンソク、チャ・ヨンフン

## 賞とノミネート
| 年   | 賞                              | カテゴリー       | 受賞者                 | 結果       | 参考 |
| ---- | ------------------------------- | ---------------- | ---------------------- | ---------- | ---- |
| 2016 | 第5回APANスターアワード         | 優秀俳優賞       | キム・ウビン           | ノミネート |      |
| 2016 | 第5回APANスターアワード         | 優秀女優賞       | ペ・スジ               | ノミネート |      |
| 2016 | 第1回アジアアーティストアワード | ベストスター賞   | ペ・スジ               | 受賞       |      |
| 2016 | 第30回KBS演技大賞               | 最優秀女優賞     | ペ・スジ               | ノミネート |      |
| 2016 | 第30回KBS演技大賞               | 優秀俳優賞       | キム・ウビン           | ノミネート |      |
| 2016 | 第30回KBS演技大賞               | 優秀女優賞       | ペ・スジ               | ノミネート |      |
| 2016 | 第30回KBS演技大賞               | ネチズン賞       | キム・ウビン           | ノミネート |      |
| 2016 | 第30回KBS演技大賞               | ネチズン賞       | ペ・スジ               | ノミネート |      |
| 2016 | 第30回KBS演技大賞               | ベストカップル賞 | キム・ウビン＆ペ・スジ | ノミネート |      |